# Трамвай Тампере
Трамвай Тампере (фін. Tampereen raitiotie) — трамвайна мережа, відкрита 9 серпня 2021 року у фінському місті Тампере.

## Історія
Вже в 1900 році в Тампере мали наміри будівництва ліній трамваю, але проєкт не було реалізовано.
Після тривалого періоду планування 7 листопада 2016 року розпочали будівництво перших двох ліній стандартної колії (1435 мм).

## Лінії
9 серпня 2021 року розпочато регулярні пасажирські перевезення двома маршрутами загальною довжиною 16 км, що має у своєму складі 24 станції.
| Лінія | Маршрут                          | Час проїзду, хв. | Станції | Довжина, км | Дата відкриття |
| ----- | -------------------------------- | ---------------- | ------- | ----------- | -------------- |
| 1     | Площа Сорін – Кампус Кауппі      | 12               | 9       | 4           | 09.08.2021     |
| 3     | Пюнікінторі - Озеро Гервантаярві | 29               | 19      | 12          | 09.08.2021     |

Трамвай розвиває максимальну швидкість до 70 км/год, напруга контактної мережі становить 750 вольт постійного струму.

## Подальший розвиток

Збудовані та заплановані лінії

Проект побудувати трамвайну лінію, вартістю 330 мільйонів євро,  від центру міста до Ерванти та університетської лікарні Тампере був затверджений міською радою у 2018 році.
.
Проект продовження було затверджено 25 листопада 2019 року.
Із зупинки Сорін-аукіо є вихід до університетської лікарні.
Наступна черга будівництва:
- Лінія 3, продовження: Пюнікінторі — Лентявянніємі

Відкриття другої черги планується у 2024 році.

## Оператор
24 квітня 2019 року було вирішено, що експлуатувати мережу буде VR Group.
Рух трамвая з технічними тест-драйвами було проведено в період з квітня 2020 року по березень 2021 року.
Комерційний тестовий рух мав відбутися з квітня 2021 по серпень 2021 року.
Громадський транспорт почне працювати 8 вересня 2021 року.
Будівництво другої черги трамвая планується розпочати в 2021 році.
Термін дії контракту закінчується в 2031 році та включає можливість продовження його на три роки після фактичного періоду контракту.

## Рухомий склад

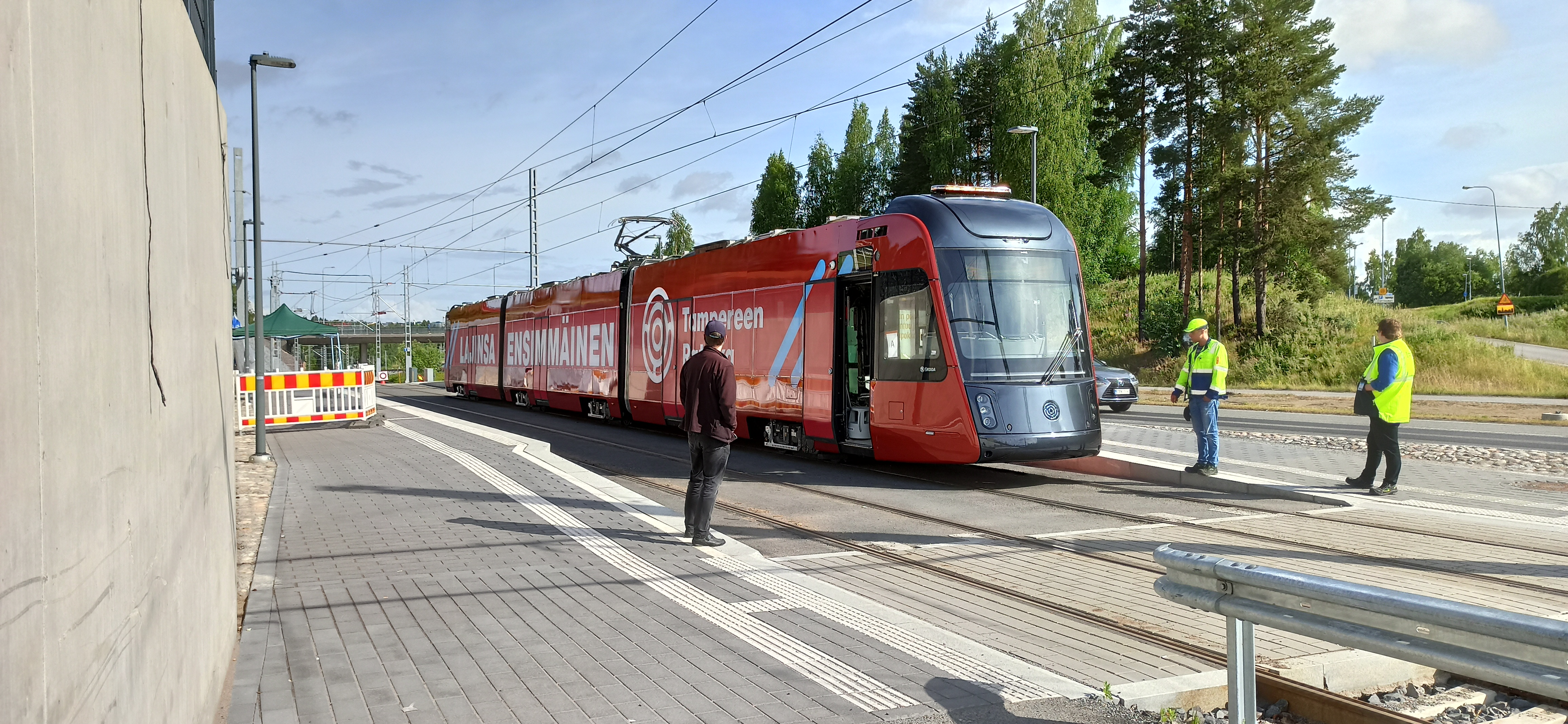
Artic X34 на тест-драйві в липні 2020 року.

Восьмивісні, низькопідлогові, двосторонні вагони ForCity Smart Artic X34 побудовані Škoda Transtech, дочірньою компанією Škoda Transportation.
Для першої черги було збудовано 19 вагонів завширшки 2,65 м та завдовжки 37,3 м
Перший вагон був доставлений до Тампере у травні 2020 року, а тест-драйви — запроваджені з початку липня.
Вагон має пасажиромісткість у 264 місця, з них 104 — сидячих.
Максимальна швидкість — 70 км/год.
Середня швидкість — 19-22 км/год.
У жовтні 2018 року було оголошено про дизайн та ліврею вагонів, цегляно-червона ліврея була обрана шляхом публічного голосування.